# ダマ奈津子のカサブランカクラブ
ダマ奈津子のカサブランカクラブ（ - なつこ - ）は、朝日放送ラジオ（ABCラジオ）で2007年10月7日から2008年3月まで毎週日曜日の19:30 - 20:00に放送されていたトーク番組である。パーソナリティはダマ奈津子。

## 概要
- 2006年10月から1年間放送してきた「ダマ奈津子のワンダフルライフ」をリニューアルした続編番組。
- ワンダフルライフの時はスタジオ収録だったが、今回は神戸市にあった会員制の高級レストラン「カサブランカクラブ」の雰囲気をそのままラジオに再現し、ダマ奈津子と多彩なゲストを迎えて、思い出の曲を流しつつゲストとの対談を展開する。
- 同番組終了後、「ダマ奈津子のときめきライフ」が半年間放送された（放送日時は変わらず）。
- 収録は神戸市六甲アイランドのスタジオでほとんどが行われた。ディレクターはすーじー（現在はケイ・スズキと改名)